# بيير-إيف أندريه
بيير-إيف أندريه (بالفرنسية: Pierre-Yves André)‏ هو لاعب كرة قدم فرنسي في مركز الهجوم، ولد في 14 مايو 1974 في لانيون في فرنسا. شارك مع منتخب فرنسا تحت 21 سنة لكرة القدم ومنتخب بريتاني لكرة القدم. أما مع النوادي، فقد لعب مع بولتون واندررز وستاد رين ونادي باستيا ونادي غانغون ونادي نانت.

## وصلات خارجية
- بيير-إيف أندريه على موقع رابطة كرة القدم الفرنسية للمحترفين (الإنجليزية)
- بيير-إيف أندريه على موقع قاعدة بيانات كرة القدم.إي يو (الإنجليزية)
- بيير-إيف أندريه على موقع عالم كرة القدم.نت (الإنجليزية)